# Phaedrotoma efluxa
Phaedrotoma efluxa är en stekelart som först beskrevs av Papp 2003.  Phaedrotoma efluxa ingår i släktet Phaedrotoma och familjen bracksteklar. Inga underarter finns listade i Catalogue of Life.